# 中央区 (神戸市)
中央区（ちゅうおうく）は、神戸市を構成する9区のうちの一つ。1980年に生田区（いくたく）と葺合区（ふきあいく）の合区により発足した。兵庫県庁及び神戸市役所所在地である。

## 概要
神戸市および神戸都市圏の都心であり、中心市街地の三宮、異人館が並ぶ重要伝統的建造物群保存地区の北野町山本通、神戸ルミナリエと近代建築のライトアップで有名な旧居留地（旧神戸外国人居留地）、中華街の南京町、神戸港ウォーターフロントのメリケンパーク・かもめりあ・神戸ハーバーランド、人工島のポートアイランド・神戸空港（マリンエア）、東部新都心のHAT神戸などの神戸市の観光名所、重要施設が集積している。

## 地理

### 山岳
- 六甲山系
  - 諏訪山 - 金星台
  - 再度山
  - 堂徳山
  - 市章山 - 神戸市章のライトアップ
  - 錨山（碇山） - 錨のライトアップ
  - 城山
  - 高雄山
  - 世継山

### 河川
- 生田川（布引渓流）
- 宇治川
- 西郷川
- 鯉川
- 苧川
- 西谷川
- 狐川
- 北野川
- 桜谷川
- 天神谷川
- 天神東谷川
- 城ヶ口川
- 追谷川
- 中尾谷川

### 島嶼
- ポートアイランド
- 神戸空港島

## 歴史
元来の神戸を包含する区である。1868年に神戸港が開港、神戸事件後に神戸村・二ツ茶屋村・走水村・花隈村・宇治野村・中宮村・北野村・生田宮村が外国人雑居地となり、神戸村の南東部には神戸外国人居留地が造成された。開港当時からの領事館もこの地から「神戸」の名を冠して大阪に移転したものの、現在でも名誉領事館・国際機関が多く存在している。
- 1980年（昭和55年）12月1日 - 生田区・葺合区の区域に本区を設置。神戸市中央区雲井通5に区役所を設置[1]。
- 2022年（令和4年）7月19日 - 区役所を市役所3号館跡地（神戸市中央区東町）に移転[1]。

## 人口
- 1985年　119,163
- 1990年　116,279
- 1995年　103,711
- 2000年　107,982
- 2005年　116,591
- 2010年　126,393
- 2015年　135,153
- 2020年　147,518

## 地域
三宮から元町、ハーバーランドに東西に跨る市街地、北野異人館のような神戸のルーツに遡る歴史的建造物、大規模人工島ポートアイランドからなる神戸市の中心地域。阪神大震災において震度7による大規模被害を受け、現在においても傷跡を見ることができることもある。また、背後に六甲山地を持つために浜風が強い。南北に細く東西に長い中心市街地は他の同規模の市街地に比べ一方通行の多さ、車線数の少なさなどで車での交通の便の不都合さを強いることがある。

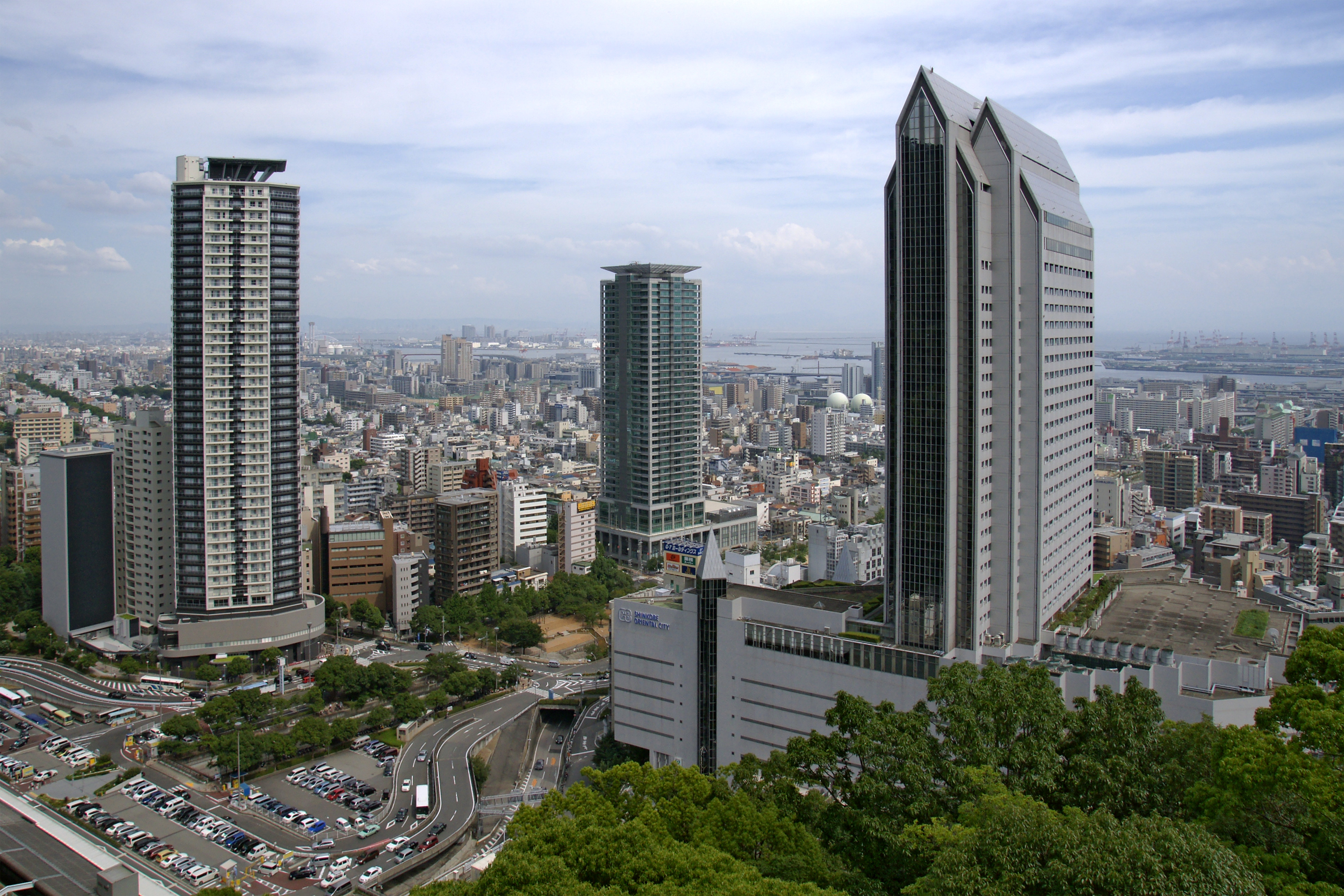
新神戸地区

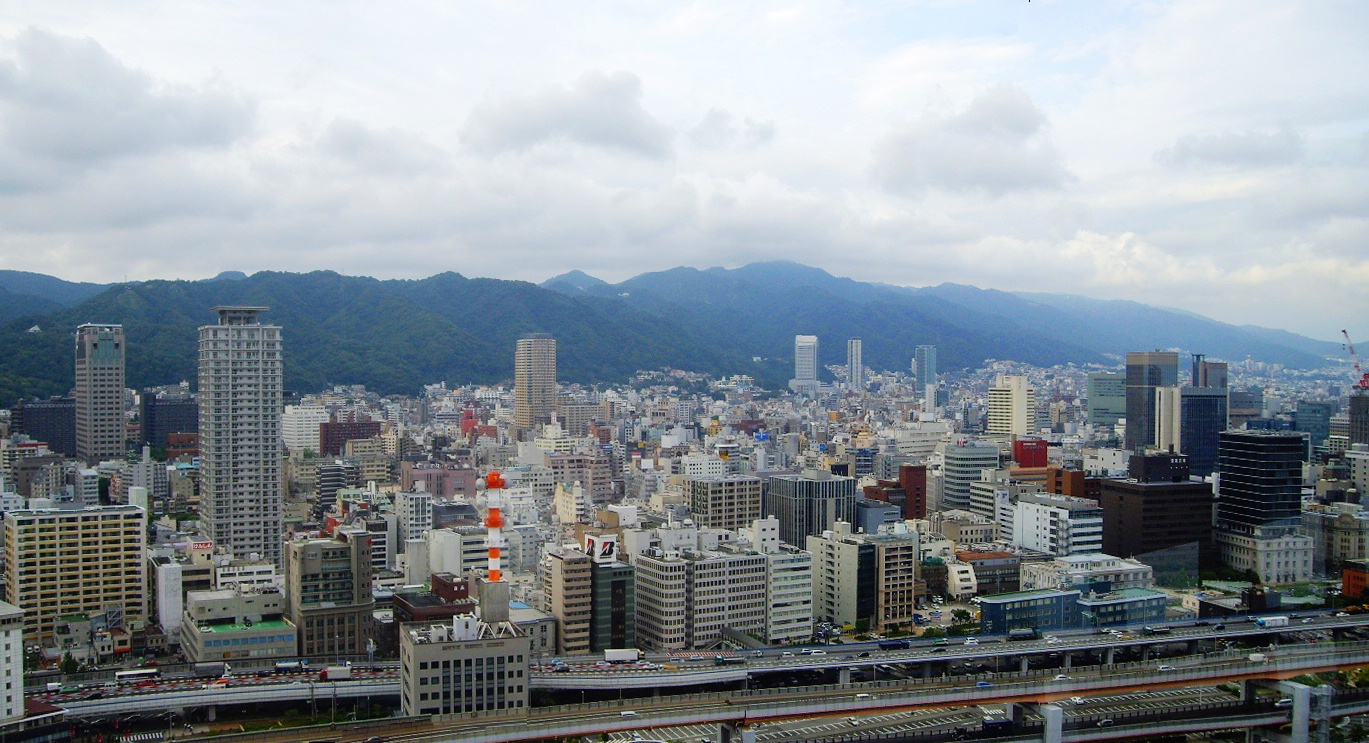
神戸ポートタワーより中央区を眺める

葺合地区（五十音順）
| - 旭通 - 吾妻通 - 生田町 - 磯上通 - 磯辺通 | - 小野柄通 - 小野浜町 - 籠池通 - 上筒井通 - 神若通 | - 北本町通 - 国香通 - 雲井通 - 熊内町 - 熊内橋通 | - 琴ノ緒町 - 御幸通 - 坂口通 - 東雲通 - 神仙寺通 | - 大日通 - 筒井町 - 中尾町 - 中島通 - 二宮町 | - 布引町 - 野崎通 - 旗塚通 - 八幡通 - 浜辺通 | - 日暮通 - 葺合町 - 真砂通 - 南本町通 - 宮本通 | - 八雲通 - 若菜通 - 脇浜海岸通 - 脇浜町 - 割塚通 |

生田地区（五十音順）
| - 相生町 - 明石町 - 伊藤町 - 江戸町 - 海岸通 | - 加納町 - 北長狭通 - 北野町 - 京町 - 楠町 | - 神戸港地方 - 古湊通 - 栄町通 - 三宮町 - 下山手通 | - 新港町 - 諏訪山町 - 橘通 - 多聞通 - 中町通 | - 中山手通 - 浪花町 - 西町 - 波止場町 - 山本通 | - 播磨町 - 花隈町 - 東川崎町 - 東町 - 再度筋町 | - 弁天町 - 前町 - 元町高架通 - 元町通 |

ポートアイランド地区（五十音順）
- 神戸空港
- 港島
- 港島中町
- 港島南町

### 健康
- 神戸海岸病院
- 独立行政法人労働者健康福祉機構神戸労災病院
- 神戸平成病院
- 明芳病院
- パルモア病院
- 医療法人一輝会 荻原整形外科病院
- 原泌尿器科病院
- 医療法人社団董会 北野坂病院
- 神戸大学医学部附属病院
- 上田病院
- 三聖病院
- 神戸博愛病院
- シラハ病院
- 医療法人神甲会 隈病院
- 財団法人神戸マリナーズ厚生会 マリナーズ厚生会病院
- 財団法人神戸マリナーズ厚生会 マリナーズ厚生会ポートアイランド病院
- 春日野会病院
- 神戸市立医療センター中央市民病院（開設者：地方独立行政法人神戸市民病院機構）
- 神戸アイセンター病院（開設者：地方独立行政法人神戸市民病院機構）
- 先端医療センター（開設者：財団法人先端医療振興財団）- 神戸市5病院群の一つ
- 兵庫県災害医療センター
- 神戸赤十字病院（開設者：日本赤十字社）
- 神鋼病院

### 教育

#### 大学・短期大学
| - 神戸大学 楠キャンパス - 兵庫教育大学 神戸ハーバーランドキャンパス - 兵庫県立大学 神戸情報科学キャンパス - 日本経済大学 神戸三宮キャンパス | - 関西国際大学 神戸山手キャンパス - 神戸女子大学 三宮キャンパス・ポートアイランドキャンパス - 神戸女子短期大学 - 神戸学院大学 ポートアイランドキャンパス - 兵庫医科大学 神戸キャンパス - 神戸情報大学院大学 - 天津中医薬大学 日本校 |

#### 専門学校（専修学校専門課程）
| - 大原簿記専門学校（神戸校） - 神戸医療福祉専門学校（中央校） - 神戸看護専門学校 - 神戸経理コンピュータ専門学校 - 神戸国際調理製菓専門学校 | - 神戸製菓専門学校 - 神戸電子専門学校 - 神戸ファッション専門学校 - 神戸ベルェベル美容専門学校 | - 神戸YMCA学院専門学校 - 専門学校神戸カレッジ・オブ・ファッション - 東亜経理専門学校（神戸駅前校） |

#### 高等学校
| - 神戸市立科学技術高等学校 - 神戸市立神戸工科高等学校（定時制） - 神戸市立葺合高等学校 | - 神戸市立摩耶兵庫高等学校（定時制） - 神戸学院大学附属高等学校 - 神戸第一高等学校 | - 神戸山手女子高等学校 - 神戸龍谷高等学校 - 神港学園高等学校 |

#### 中学校
| - 神戸市立筒井台中学校 - 神戸市立渚中学校 - 神戸市立葺合中学校 | - 神戸市立布引中学校 - 神戸市立神戸生田中学校 | - 神戸市立湊翔楠中学校 |

#### 小学校
| - 神戸市立上筒井小学校 - 神戸市立なぎさ小学校 - 神戸市立宮本小学校 | - 神戸市立春日野小学校 - 神戸市立雲中小学校 - 神戸市立中央小学校 | - 神戸市立こうべ小学校 - 神戸市立山の手小学校 - 神戸市立湊小学校 |

#### 義務教育学校
- 神戸市立義務教育学校港島学園

#### 小中学校区
- 校区一覧

### 集合住宅

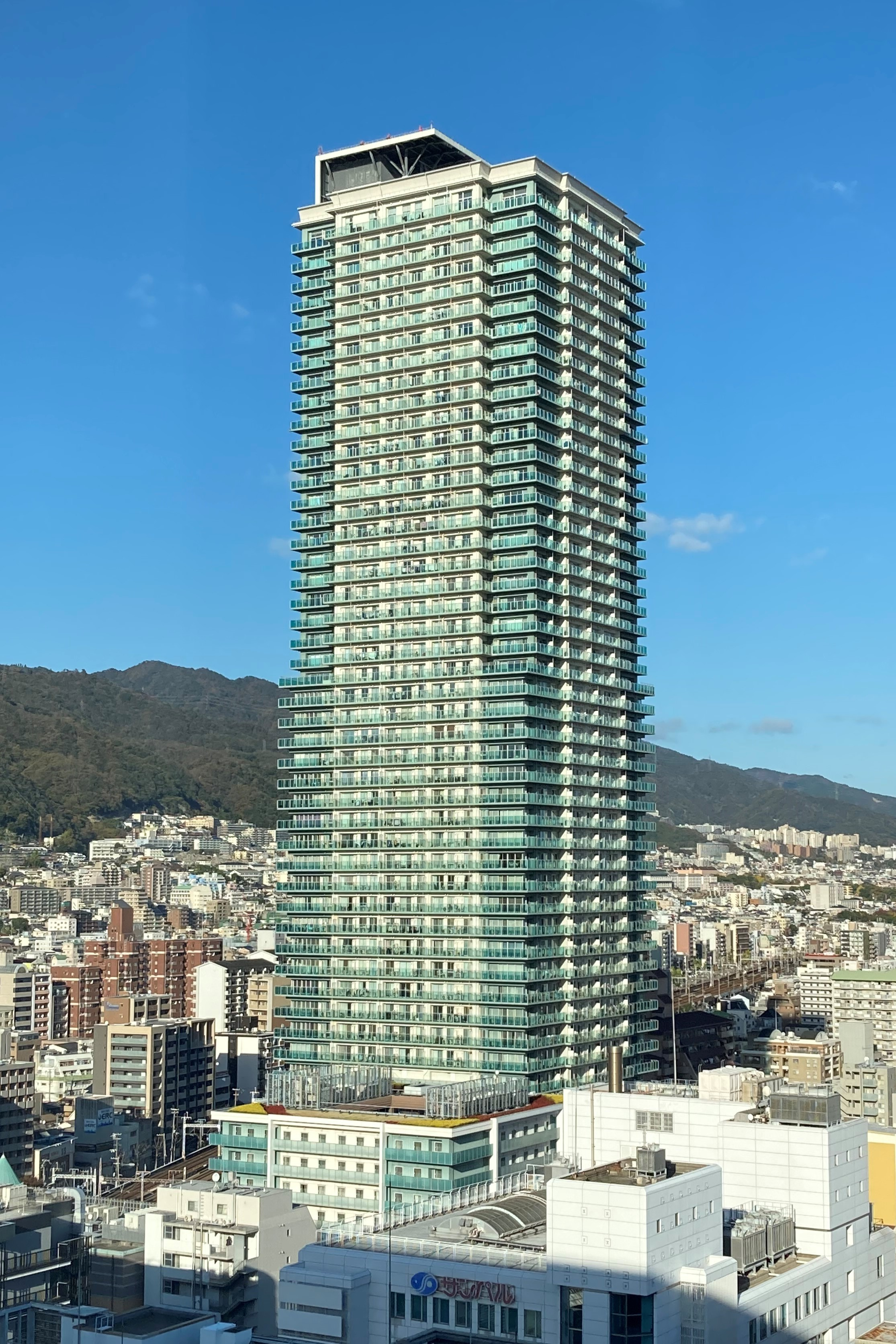
シティタワー神戸三宮

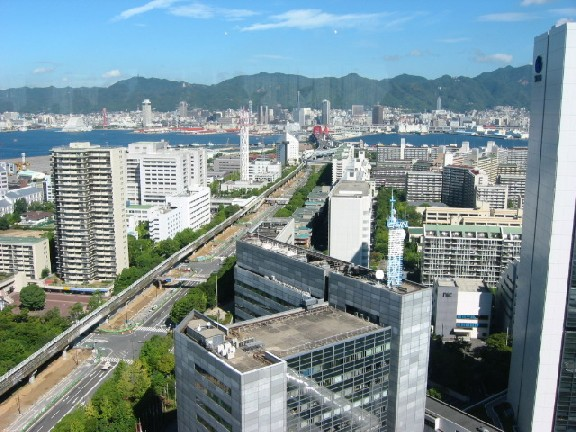
神戸ポートピアホテルよりポートアイランドの団地を望む

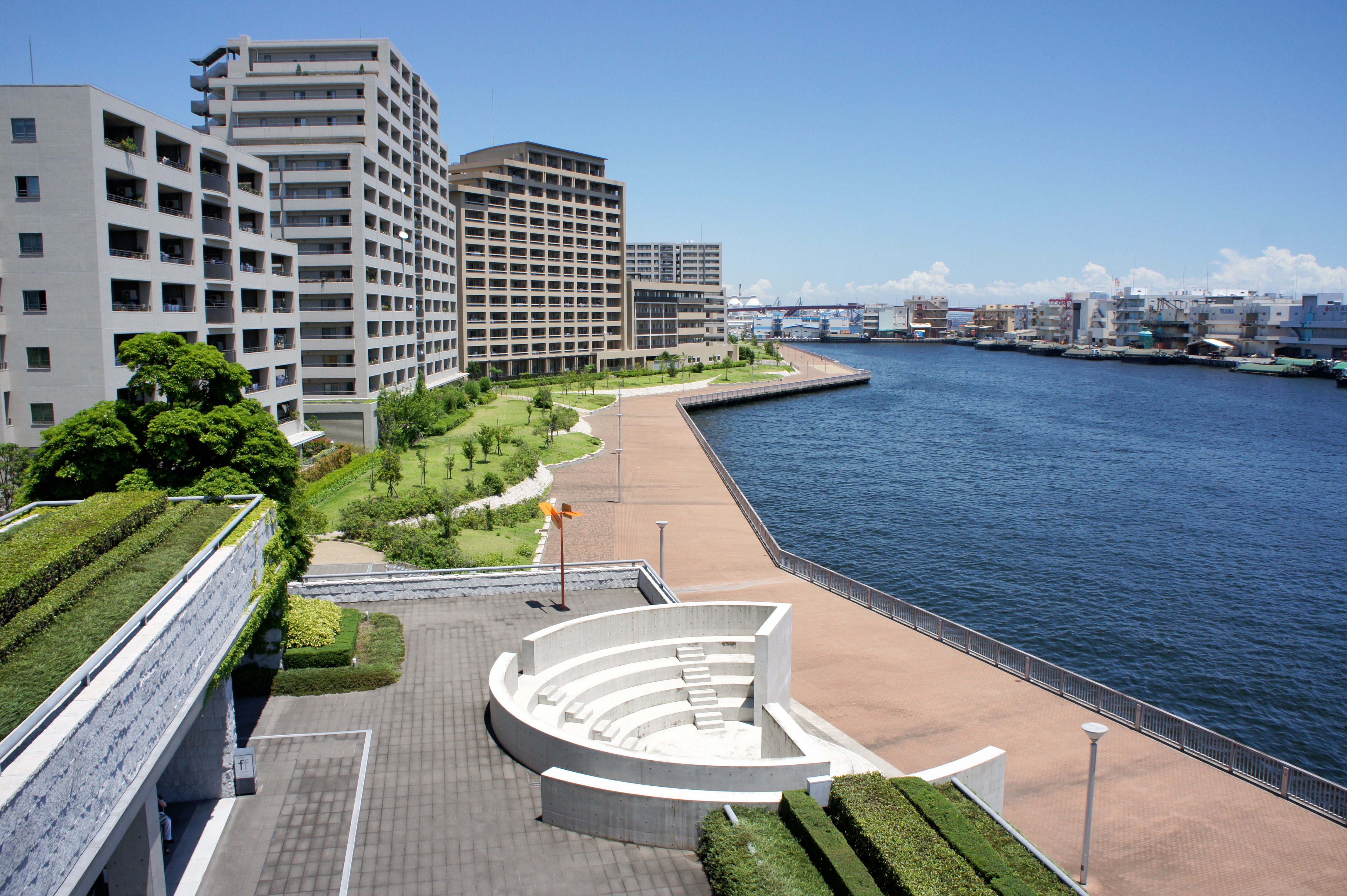
HAT神戸

近年は区内に超高層マンションが相次いで建設している。主な集合住宅は以下のとおり。

#### 超高層マンション
- ジ・アーバネックスタワー神戸元町通
- アーバンライフ神戸三宮ザ・タワー
- シティタワー神戸三宮
- パークホームズ神戸ザ・レジデンス
- 神戸ハーバータワー
- ベリスタ神戸旧居留地
- ザ・パークハウス神戸タワー
- プラウドタワー神戸県庁前
- ブリリアタワー神戸元町
- トア山手ザ・神戸タワー
- ライオンズタワー神戸旧居留地
- ジークレフ新神戸タワー

#### 大規模マンション
- 神戸海岸通ハーバーフラッツ
- エバーグリーン神戸ポートアイランド
- 神戸ポートビレジ
- ポートピアプラザ

#### 住宅団地
- 都市再生機構ポートアイランド団地
- 都市再生機構ハーバーランド神戸駅前団地
- 都市再生機構ルネシティ脇浜町
- 都市再生機構フレール三宮東
- 都市再生機構フレール神戸東川崎
- 都市再生機構フレール神戸相生町（相生町市街地住宅を建て替えた住宅団地）
- 都市再生機構HAT神戸・脇の浜
- 県営大日住宅
- 県営大倉山住宅
- 県営南本町住宅
- 市営磯上住宅
- 市営小野柄住宅
- 市営北本町住宅
- 市営楠住宅
- 市営新生田川住宅
- 市営新中山手住宅
- 市営筒井住宅
- 市営中山手住宅
- 市営東川崎住宅
- 市営港島住宅
- 旭社宅
- 三井住友銀行中山手社宅

かつて存在した住宅団地
- 住宅・都市整備公団相生町市街地住宅（建て替えられ「フレール神戸相生町」となった）
- 都市再生機構布引市街地住宅（老朽化のため廃止された）
- 都市再生機構磯上公園市街地住宅（同上）
- 市営二宮住宅（マネジメント計画による市営住宅再編のため廃止された）

### 隣接している区
- 灘区、兵庫区、北区

## 交通

### 鉄道
中心駅はJR三ノ宮駅・三宮駅・神戸三宮駅。
新神戸駅は山陽新幹線の駅であり、のぞみを含めて全ての列車が停車する。
- 西日本旅客鉄道（JR西日本）
  - 山陽新幹線：新神戸駅
  - 東海道本線・山陽本線（JR神戸線）：三ノ宮駅 - 元町駅 - 神戸駅
- 阪急電鉄
  - 神戸本線：春日野道駅 - 神戸三宮駅
  - 神戸高速線：神戸三宮駅- 花隈駅 - 高速神戸駅
- 阪神電気鉄道
  - 阪神本線：春日野道駅 - 神戸三宮駅 - 元町駅
  - 神戸高速線：元町駅 - 西元町駅 - 高速神戸駅
- 神戸市営地下鉄
  - 西神・山手線：新神戸駅 - 三宮駅 - 県庁前駅 - 大倉山駅
  - 北神線：新神戸駅
  - 海岸線：三宮・花時計前駅 - 旧居留地・大丸前駅 - みなと元町駅 - ハーバーランド駅
- 神戸新交通
  - ポートアイランド線（ポートライナー）：三宮駅 - 貿易センター駅 - ポートターミナル駅 - 中公園駅 - みなとじま駅 - 市民広場駅 - 医療センター駅 - 計算科学センター駅 - 神戸空港駅、市民広場駅 - 南公園駅 - 中埠頭駅 - 北埠頭駅 - 中公園駅（全線区内）

### 路線バス
- 神戸市営バス - ポートアイランドと神戸空港を除く区内全域に路線を持つ。区内に中央営業所と中央南営業所を持つ。
- 神姫バス - 区内に神戸営業所を持ち遊覧路線バスシティー・ループや山手線、ポートアイランド方面に向かう路線を持つ。
- 阪神バス - 阪神西宮から神戸税関前に向かう路線を持つ。
- みなと観光バス (神戸市) - 三宮を基点に、ハーバーランドや北区の桜森町バスセンターに向かう路線や新神戸駅から三宮駅経由で東灘区の六甲アイランドに向かう路線を持つ。
- 日交シティバス - みなと観光バスと共同運行で三ノ宮駅から六甲アイランドに向かう路線を持つ。
- 阪急バス - 唐櫃営業所が神戸駅から北区の鈴蘭台やしあわせの村経由で西鈴蘭台駅や谷上駅に向かう路線を持つ。

### 道路
高速自動車国道
- 区内は路線なし

阪神高速道路
- 3号神戸線
- 32号新神戸トンネル

一般国道
- 国道2号
  - 浜手バイパス
- 国道28号
- 国道171号（区内は2号重複）
- 国道174号 - 日本一短い国道
- 国道428号

一般県道
主要地方道のみである。
- 兵庫県道21号神戸明石線

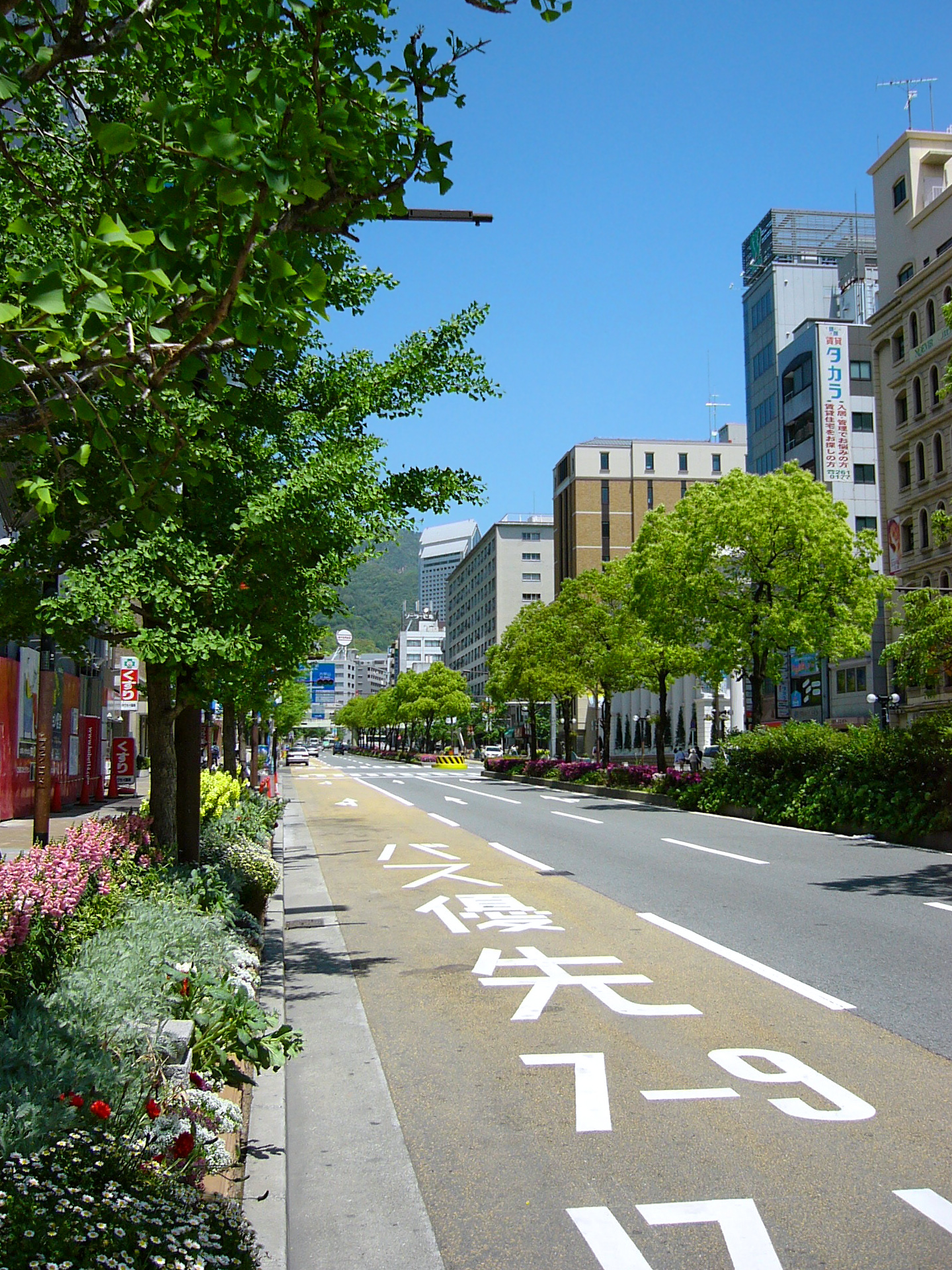
フラワーロード

- 兵庫県道30号新神戸停車場線 - フラワーロード。神戸市のメインストリート

神戸市道有料道路
- 山麓バイパス
- ハーバーハイウェイ

幹線市道
- 山手幹線
- 再度山ドライブウェイ

その他の市道
- 栄町通
- 北野坂
- ハンター坂
- トアロード

### 航路
- 神戸港
  - 新港フェリーターミナル
    - ジャンボフェリー - りつりん2（3,664トン）、こんぴら2（3,639トン）：神戸港 ←→ 高松東港

  - 神戸ポートターミナル
    - チャイナエクスプレスライン - 燕京（9,960トン）：神戸港 ←→ 天津港
    - 日中国際フェリー - 新鑑真（14,543トン）：神戸港 ←→ 上海港

  - 中突堤中央ターミナル（中突堤西・かもめりあ）
    - 神戸ベイクルーズ - ロイヤルプリンセス（414トン、神戸港周遊）、ロイヤルプリンス（170トン、神戸港周遊）
    - 早駒運輸 - シーグレース（190トン、神戸港〜明石海峡周遊）、ロマン3（60トン、神戸港周遊）、ファンタジー（神戸空港島周遊）

  - 中突堤旅客ターミナル
    - ルミナス観光 - ルミナス神戸2（4,778トン、神戸港〜明石海峡周遊）

  - 高浜旅客ターミナル
    - 神戸クルーザー - コンチェルト（2,138トン、神戸港〜明石海峡周遊）

  - 神戸空港ポートターミナル桟橋
    - 神戸-関空ベイ・シャトル（84トン、高速船）：神戸空港 ←→ 関西国際空港

### その他
- 三宮駅バスのりば
- 神戸布引ロープウェイ
- 神戸空港

その他に新港突堤西地区 - 中突堤・メリケンパーク - 神戸ハーバーランドの区間で都市索道が構想されている

## 名所・旧跡・文化・観光施設
- 六甲山地

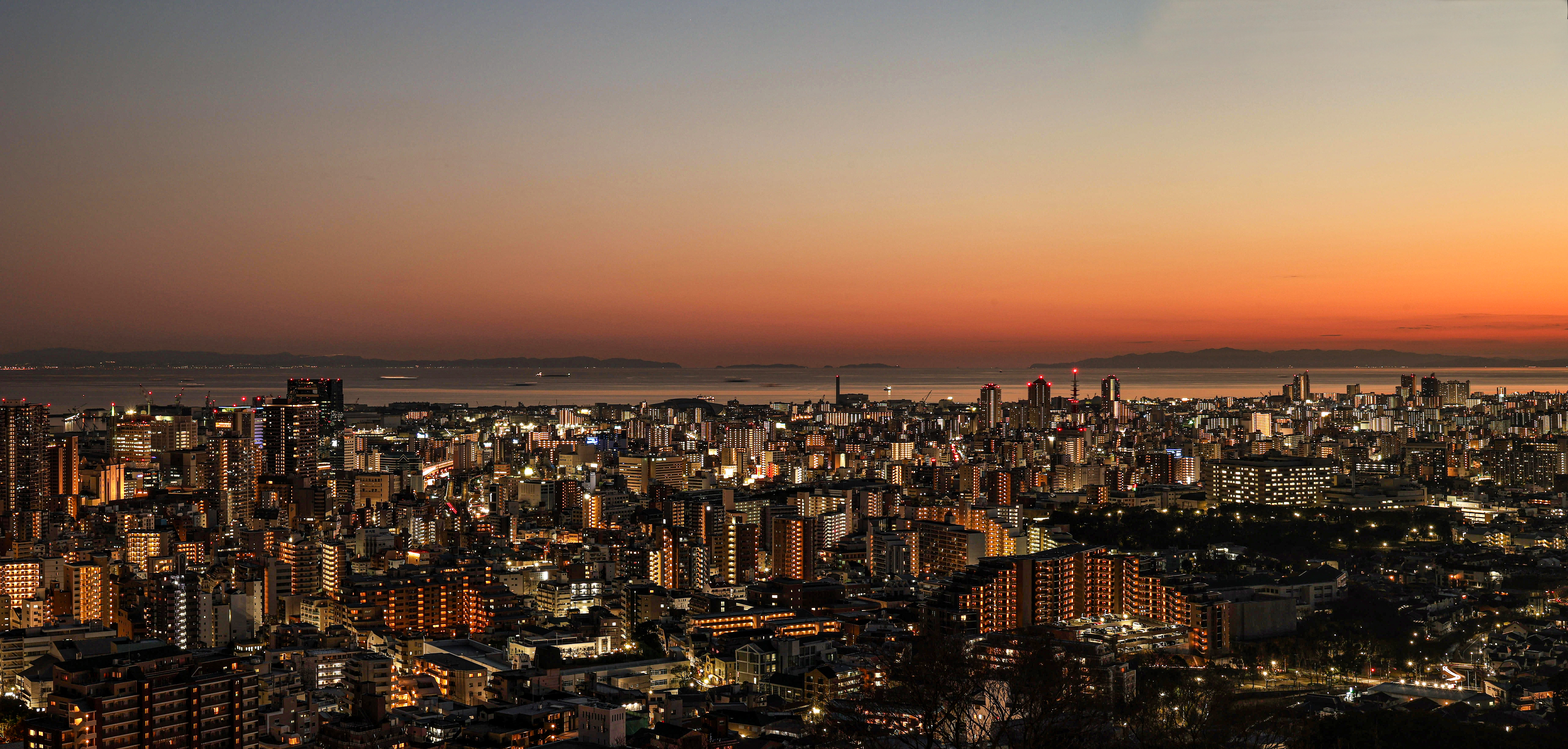
諏訪山公園からの夕景。遠くは紀淡海峡が見える。

  - 布引五本松ダム（重要文化財）- 布引の滝 - 布引ハーブ園 - ヴィーナスブリッジ - 諏訪山公園 - 再度公園 - 大龍寺 - 徳光院（徳光院市民公園）- 諏訪神社 - 李および山下家住宅 - 再度山・再度公園（国の名勝）- 滝山城 (摂津国)
- 神戸港
  - ハーバーランド ： 煉瓦倉庫レストラン街 - 旧神戸港信号所 - コンチェルト　（レストラン船）
  - メリケンパーク・中突堤 ： 神戸ポートタワー - 神戸海洋博物館 - フィッシュ・ダンス - 波止場町TEN×TEN - ルミナス神戸2（レストラン船）
  - 新港 ： 神戸ポートターミナル - 神戸税関 - 旧国立生糸検査所 - 旧神戸市立生糸検査所 - 新港貿易会館
- 北野町山本通・中山手通
  - 風見鶏の館（旧トーマス邸、重要文化財）- 旧シャープ住宅（萌黄の館、重要文化財）- 旧ハンセル邸 - ベンの家 - 旧ドレウェル邸 - シュウエケ邸 - 旧キャセリン・アンダーセン邸 - 北野物語館 - 北野工房のまち - 神戸ムスリムモスク（神戸回教寺院）- 相楽園 - 旧ハッサム住宅 （重要文化財）、旧小寺家厩舎 （重要文化財）、船屋形（重要文化財）- 中華会舘（関帝廟）- 神戸の中山手通にある関帝廟 - プラトン装飾美術館 - うろこの家・うろこ美術館 - 神戸北野美術館 - 洋館長屋（仏蘭西館、旧ボシー邸）- ベンの家（旧フェレ邸）- 旧サッスーン邸 - 山手八番館 - 旧ヒルトン邸 - 旧フデセック邸（英国館）- 旧グラシアニ邸
- 旧居留地
  - 神戸市立博物館 - 旧居留地十五番館（重要文化財） - チャータードビル - 神戸朝日ビル - 三井住友銀行貨幣資料室 - 神戸らんぷミュージアム - 神戸花時計 - 東遊園地 - 旧居留地38番館 - 神戸商船三井ビル - 神港ビル - 海岸ビル - THE FORTY FIFTH
- 三宮
  - 三宮神社 - 生田神社 - 神戸ユニオン教会 - 神戸国際会館 - 神戸新聞会館 - 神戸商工貿易センタービル
- 元町・南京町
  - 兵庫県公館 - 日本基督教団神戸教会 - 日本基督教団神戸栄光教会 - 神戸華僑歴史博物館 - 神戸ドールミュージアム - 本願寺神戸別院（モダン寺） - 走水神社 - ひょうご労働図書館 - 花隈城
- 神戸駅周辺
  - 旧三菱銀行神戸支店 - 神戸クリスタルタワー - 湊川神社 （国の史跡の楠木正成墓碑がある） - デュオこうべ - 神戸文化ホール - 神戸市立中央図書館 - 広厳寺 - 八宮神社
- 新神戸
  - 神戸市文書館 - 新神戸オリエンタルシティ - 神戸芸術センター
- ポートアイランド
  - 神戸コンベンションコンプレックス ： ポートピアホテル - ポートピアホール - 神戸国際会議場 - 神戸国際展示場 - ワールド記念ホール - 神戸商工会議所会館
  - 神戸大橋 - UCCコーヒー博物館 - 神戸市立青少年科学館 - みなと異人館 - 神戸どうぶつ王国（旧神戸花鳥園）
- HAT神戸
  - WHO健康開発総合研究センター - 兵庫県立美術館 - JICA関西 - 人と防災未来センター - ひと未来館 - 防災未来館
- その他
  - 竹中大工道具館 - ジーベックホール - 磯上公園

## 商業地域

### 三宮
- 神戸阪急 - 旧・そごう神戸店が2019年に改称した。
  - 阪急百貨店（阪急阪神百貨店）は他に3店舗（神戸支店→三宮阪急 - 神戸阪急ビル内で1995年まで営業、神戸阪急 - 現在の店舗と別にハーバーランド内に2012年まで営業、さんのみや・阪神食品館 - ミント神戸地下1階に2011年まで営業）営業していた。
- 神戸国際会館
- ミント神戸
- ダイエー神戸三宮店（三宮オーパ2）
- 神戸三宮阪急ビル - 旧・神戸阪急ビル。
- さんちか
- さんプラザ・センタープラザ
- 三宮センター街
  - 三宮オーパ（旧・三宮ビブレ）
- ピアザKobe - 三宮高架下

### 元町
- 大丸神戸店 - 入店客数以外の点で兵庫県内最大の百貨店。1987年以降、旧居留地内を中心に周辺店舗を展開している。
- 元町商店街 - 西端（5丁目、西元町駅前）に以前は三越神戸支店が存在した。
  - 元町高架通商店街 - モトコー、1〜7番街まである。

### ハーバーランド・神戸駅周辺
- 神戸ハーバーランド
  - デュオこうべ
  - キャナルガーデン
  - umie - 1992年から2012年まで神戸阪急が立地した。
  - 神戸MOSAIC
  - ビーズキス
  - 神戸スイーツハーバー
  - ホテル ラ・スイート神戸ハーバーランド
- メトロこうべ（神戸タウン）※新開地タウンは兵庫区になる。

### 新神戸
- コトノハコ神戸

## 出身の有名人
- 荒木直也（エイチ・ツー・オー リテイリング社長、阪急阪神百貨店会長） - 合区前の葺合区出身。
- 井上雪子（女優）
- 北川景子（女優）
- 中間淳太（アイドル・WEST.）
- 松尾貴史（俳優、タレント） - 合区前の生田区生まれ。
- 村瀬春雄（保険学の祖）
- 岡田嘉夫（画家）
- 金山平三（洋画家）